# Спенсер Сміт
Спенсер Джеймс Сміт (англ. Spencer James Smith V, нар. 2 вересня 1987, Лас-Вегас) — американський музикант, барабанщик, один із засновників гурту Panic! at the Disco. За його участі другий та третій альбоми Panic! at the Disco - Pretty. Odd. (2008) та Vices & Virtues (2011) увійшли в першу десятку американського чарту Billboard 200, дебютна ж платівка гурту A Fever You Can't Sweat Out (2005) зайняла №13, а хітова композиція I Write Sins, Not Tragedies  зайняла 7 сходинку в чарті Billboard Hot 100.

## Біографія
Спенсер Сміт народився у Лас-Вегасі, де відвідував Bishop Gorman High School разом з іншим засновником Panic! at the Disco Райаном Россом.